# Adrian (Staryna)
Adrian, imię świeckie Walentin Jegorowicz Staryna (ur. 15 grudnia 1943 w Dniepropetrowsku) – biskup Kościoła Prawosławnego Ukrainy (do 2018 Ukraińskiego Kościoła Prawosławnego Patriarchatu Kijowskiego).

## Życiorys
Ukończył szkołę średnią (w 1960) i szkołę muzyczną w Dniepropetrowsku (w 1967). W 1973 ukończył studia na wydziale muzyczno-pedagogicznym instytutu pedagogicznego w Kijowie. Następnie podjął naukę teologii w seminarium duchownym w Moskwie oraz wyższe studia w Moskiewskiej Akademii Duchownej. Obronioną w 1982 pracę kandydacką poświęcił historii śpiewu chóralnego w Rosyjskim Kościele Prawosławnym. W 1989, będąc już hieromnichem, został proboszczem parafii Objawienia Pańskiego w Nogińsku. W 1989 otrzymał godność igumena, zaś w 1990 – archimandryty.
W 1992 na mocy decyzji metropolity krutickiego i kołomieńskiego Juwenaliusza i rady eparchii moskiewskiej obwodowej został pozbawiony stanowiska proboszcza z powodu gorszącego trybu życia. W styczniu 1993 duchowny został skierowany do podjęcia pracy duszpasterskiej w eparchii uljanowskiej i melekeskiej. Nigdy jednak nie dotarł do Uljanowska, lecz ogłosił jeszcze w tym samym miesiącu swoje przejście do niekanonicznego Rosyjskiego Wolnego Kościoła Prawosławnego. Z tego powodu został suspendowany przez kanoniczny Rosyjski Kościół Prawosławny (w 2004 został w nim pozbawiony święceń kapłańskich).
W grudniu 1993, usunięty z poprzedniej jurysdykcji, ogłosił swoje przejście do niekanonicznego Ukraińskiego Kościoła Prawosławnego Patriarchatu Kijowskiego. Przy soborze Objawienia Pańskiego w Nogińsku zorganizował parafię w tejże jurysdykcji.
W 1994 w soborze św. Włodzimierza w Kijowie przyjął chirotonię na biskupa dniepropetrowskiego i zaporoskiego. W tym samym roku przeniesiono go na katedrę bogorodzką, obejmującą struktury Patriarchatu Kijowskiego na terenie Rosji. W 1995 został arcybiskupem, zaś w 1996 ponownie objął katedrę dniepropetrowską, pozostając ordynariuszem eparchii bogorodskiej. W 1996 przeprowadził (bez zgody Patriarchatu Kijowskiego) w soborze Objawienia Pańskiego w Nogińsku „koronację cara Mikołaja III” – samozwańca Nikołaja Dalskiego, podającego się za syna cudem uratowanego z egzekucji ostatnich Romanowów carewicza Aleksego.
W 2002 otrzymał godność metropolity. Siedem lat później przeniesiony na katedrę krzyworoską i nikopolską. W 2011 usunięty z tejże katedry, zachował jedynie godność metropolity bogorodzkiego.
W 2007 odznaczony przez prezydenta Ukrainy Wiktora Juszczenkę Orderem „Za zasługi” III stopnia.